# انین
انین (انگلیسی: Ennin؛ 793 or 794 CE – ۲۴ فوریهٔ ۸۶۴) بهکشو، و نویسنده تندای اهل ژاپن بود.